# Gonocarpus micranthus
Gonocarpus micranthus là một loài thực vật có hoa trong họ Haloragaceae. Loài này được Thunb. miêu tả khoa học đầu tiên năm 1783.